# Konzert für Klavier und Orchester mit Männerchor

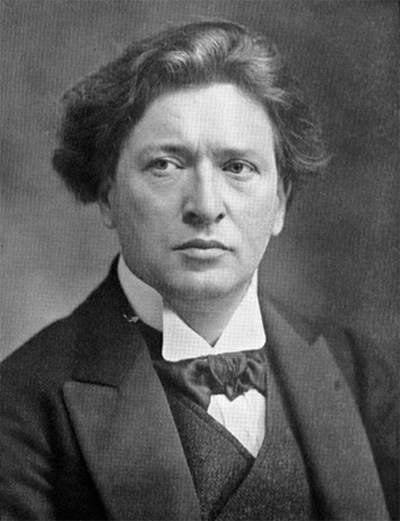
Ferruccio Busoni, 1906

Das  Konzert für Klavier und Orchester in C-Dur mit Männerchor op. 39 (BV 247) ist ein 1904 entstandenes monumentales Werk von Ferruccio Busoni. Es umfasst fünf Sätze mit einem im Finale unsichtbaren sechsstimmigen Männerchor, in dem der Komponist Verse des 1805 verfassten Dramas Aladin von Adam Oehlenschläger verwendete.
Die pianistisch sehr anspruchsvolle Komposition gehört mit einer Dauer zwischen 70 und 80 Minuten zu den längsten Klavierkonzerten der Musikgeschichte. Das eher sinfonisch als konzertant angelegte Werk zeigt mit seinem programmmusikalischen Ansatz und dem virtuosen Stil den Einfluss von Franz Liszt.

## Zur Musik
Der erste Satz „Prologo e Introito“ ( Allegro, dolce e solenne) beginnt mit einem liedhaften, von den Streichern getragenen Thema, das Melodien des Finales präludierend vorwegnimmt und an Max Reger erinnert, während das Seitenthema der Blechbläser von Mendelssohn inspiriert zu sein scheint. Es setzt ein dominanter Klavierpart ein, der mit seinen wuchtigen, sich über die Klaviatur erstreckenden Akkorden an die pathetische Eröffnung des ersten Klavierkonzerts von Tschaikowski gemahnt, in der Energie der markanten Rhythmen allerdings eigene Wege geht und es schon am Anfang virtuos überbieten will.
Der zweite Satz (Pezzo giocoso) nimmt Bezug auf Franz Liszt, indem zunächst auf das Hauptthema der Dante-Sonate angespielt wird und später eine Melodie aus dessen Venezia e Napoli erklingt. 
Der dritte, langsame Satz (Pezzo serioso), von pathetisch-feierlichem Charakter, ist vierfach untergliedert: Introduktion (Andante sostenuto), Prima Pars (Andante, quasi adagio), Altera pars (Sommessamente) und Ultima pars (a tempo). 
Der hochvirtuose vierte Satz  (Vivace; In un tempo) ist eine schwungvolle, mit pianistischen Effekten gespickte, energetisch geladene Tarantella, die als Huldigung an Italien gedacht ist. Im Chor-Finale (Largamente) schließlich verarbeitet Busoni Verse aus dem letzten Akt des Dramas Aladin, der unsichtbare Chor singt von der „ewigen Kraft der Herzen“, die Allahs Nähe fühlen und ihn preisen sollen.

## Hintergrund und Rezeption
Busoni selbst war der Solist, als das Werk am 10. November 1904 im Beethoven-Saal in Berlin mit den Berliner Philharmonikern unter der Leitung von Karl Muck uraufgeführt wurde. Das Werk erweist sich von der Anlage her als eine Art fünfsätzige Sinfonie für großes Orchester mit sechsstimmigem Männerchor und obligatem Klavier. Dessen Part ist dennoch außerordentlich schwer und nur souveränen Pianisten zugänglich. So liegen Aufnahmen von Garrick Ohlsson, John Ogdon, Volker Banfield, Marc-André Hamelin, Kirill Gerstein, Wiktorija Walentinowna Postnikowa und Noel Mewton-Wood vor.
Robert Simpson betrachtete den Kopfsatz von Busonis op. 39, neben den entsprechenden Sätzen des Violin- und des Klavierkonzerts von Max Reger, als das "vielleicht bedeutendste Beispiel" einer "großen klassischen Konzertform mit Orchesterritornell" ("large classical concerto scheme with ritornello") seit Brahms.
Joachim Kaiser beurteilt das Werk ambivalent bis ablehnend. Er hebt einerseits die genialische Musikalität, Lebendigkeit und Frische, Einfallsgabe und Freiheit hervor, die sich vor allem im ersten, zweiten und vierten Satz beeindruckend niedergeschlagen hätten, betont aber das Unmaß und die Exaltiertheit der Komposition. An manchen Stellen wirke sie wie eine „Parodie über das Thema Vollgriffigkeit“ und donnere mit schwerstem „Klavierkaliber.“ Der dritte Satz könne die Spannung nicht aufrechterhalten und das Finale sei keine wirkliche Steigerung, sondern ein schwach lyrischer Ausklang. Es sei verwunderlich, wie Busoni in diesem Werk der Formwille verlassen habe. Würden die „Romanen über die Stränge schlagen“, dann deutlicher „als die nebligsten germanischen Gemüter.“ Für Kaiser sind es weder die Überlänge, noch der Mangel an Inspiration, die das Konzert gefährden, sondern Busonis Unfähigkeit, sich einem erkennbaren Stilprinzip zu unterwerfen. Vor allem die neoklassizistischen oder neoromantischen Kompositionen benötigten den selbst auferlegten Verzicht auf harmonischen oder pianistischen Bombast, das Prinzip der Entsagung, das etwa bei  Strawinski, dem bedeutendsten Neoklassizisten, so ins Auge falle und für ihn zentral gewesen sei.